# 黄尚廉
黄尚廉（1936年8月16日—2008年7月21日），男，四川乐山人，中国光学工程和仪器科学与技术专家，中国工程院院士。

## 生平
1954年毕业于重庆大学机械工程系。曾任重庆大学光电精密仪器系系主任、光电精密机械研究所所长，教育部光电技术及系统重点实验室主任。后任重庆大学光电工程学院教授。2008年7月21日去世。

## 社会兼职
曾任第十届全国政协委员，重庆市科协副主席

## 荣誉
1995年，当选为中国工程院院士。